# Berantevilla (kommunhuvudort)
Berantevilla (baskiska: Beranturi) är en kommunhuvudort i Spanien.   Den ligger i provinsen Araba / Álava och regionen Baskien, i den norra delen av landet, 260 km norr om huvudstaden Madrid. Berantevilla ligger 473 meter över havet och antalet invånare är 454.
Terrängen runt Berantevilla är kuperad åt sydost, men åt nordväst är den platt. Runt Berantevilla är det ganska tätbefolkat, med 67 invånare per kvadratkilometer. Närmaste större samhälle är Miranda de Ebro, 7,2 km väster om Berantevilla. Trakten runt Berantevilla består till största delen av jordbruksmark.